# میریام

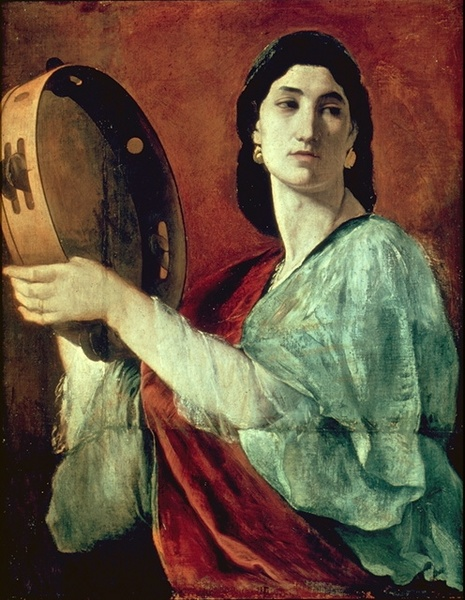
نگاره‌ای پندارین از میریام.

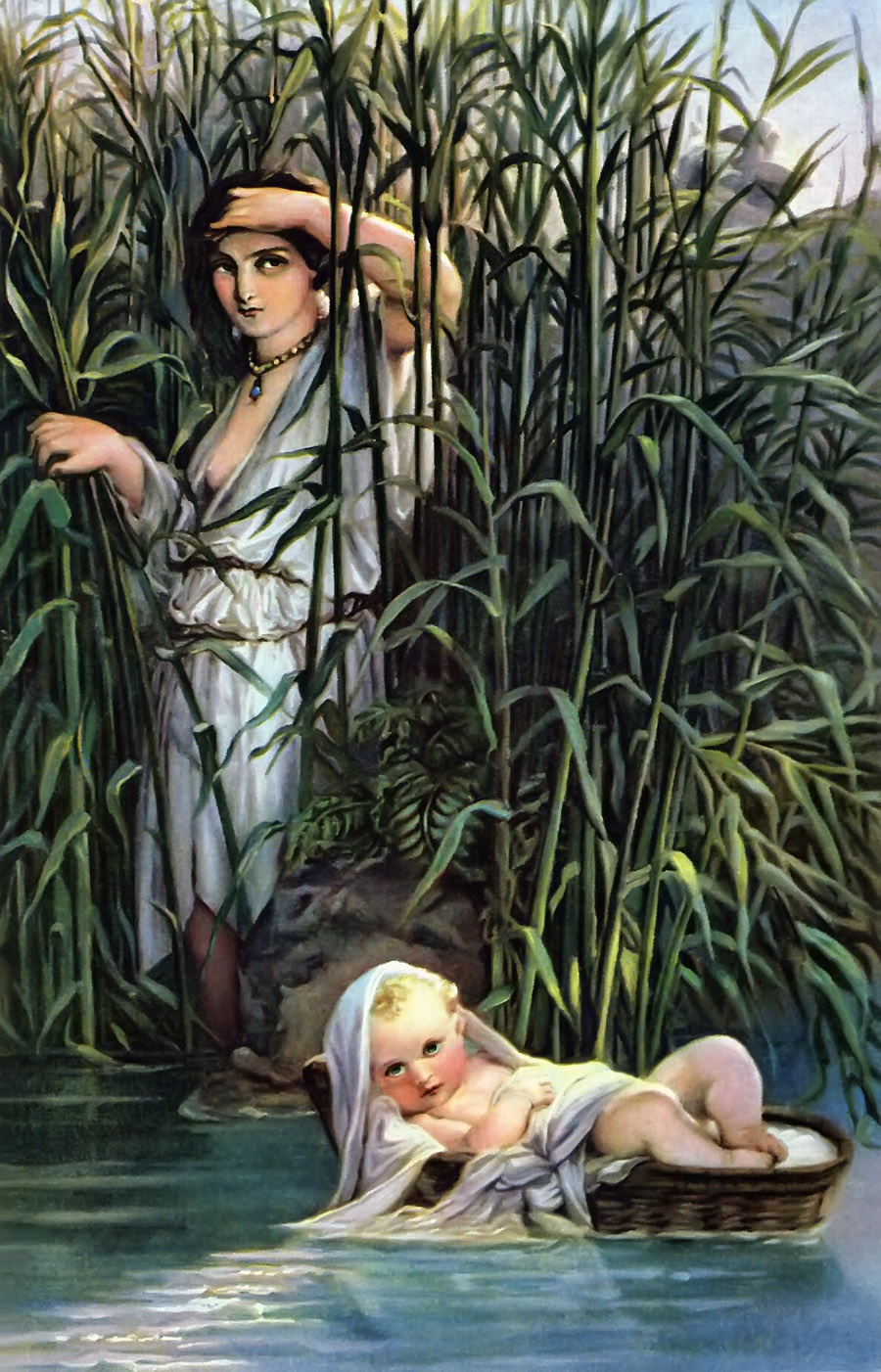
میریام به موسی می‌نگرد.

میریام (عبری: מִרְיָם، میریام تلفظ دیگری از مریم است) خواهر موسی و هارون و فرزند عمرام و یوکابد بود. برخی منابع اسلامی و به خصوص شیعه او را کلثم نیز نامیده‌اند.

## نام
در منابع یهودی-مسیحی، نام خواهر موسی «مریم» یا «میریام» ذکر شده‌است. در منابع اسلامی به این موضوع اشاره شده‌است، ولی روایات اسلامی شیعه و سنی همگی نام او را کلثوم یا کلثم یا کلثمه دانسته‌اند؛ و تفاسیر شیعه و سنی هم این نام را ذکر نموده‌اند.

## روایت تنخ

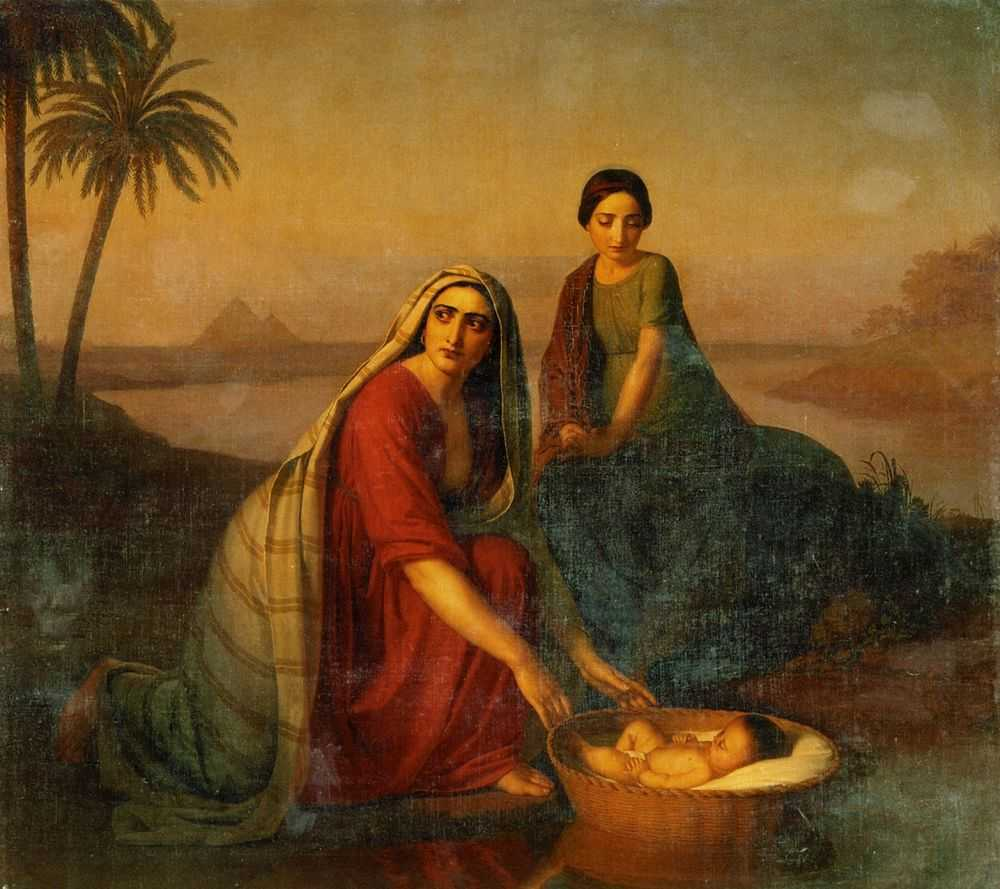
موسی توسط مادرش به آب‌های نیل انداخته می‌شود. ۱۸۳۹-۱۸۴۲

بنا به روایت عهد عتیق، بعد از تولد موسی، یوکابد (مادر موسی) فرزندش را سه ماه مخفی نگاه داشت و سرانجام او را در زنبیل قرار داده و در میان نیزار کنار رودی رها کرد، دختر فرعون که مشغول حمام در رودخانه بود، پسر را در زنبیل دید و دلش به حال او سوخت. میریام این وقایع را مشاهده کرد و به دختر فرعون پیشنهاد کرد تا زنی از عبرانیان را فرابخواند که کودک را شیر دهد. پس از موافقت دختر فرعون، میریام نیز مادرش را برای شیر دادن به موسی به قصر فرعون آورد (خروج ۱۰:۴:۲).
بر اساس سفر اعداد، میریام به دلیل انتقاد از موسی جذام گرفت. موسی به فرمان یهوه او را به مدت هفت روز در اتاقکی زندانی کرد و پیوستن او را به منزل بنی‌اسرائیل ممنوع کرد. پس از هفت روز، موسی نزد یهوه، خواهرش را شفاعت کرد و در پنج کلمه دعا نمود: «خدایا، او را شفا ده» (اعداد ۱۲). پس از دعای موسی، میریام شفا یافت.
میریام در قادش درگذشت و در همان‌جا مدفون گشت. او از موسی هفت سال و از هارون چهار سال بزرگتر بود.

## روایت اسلامی
مریم یا کُلثُم، خواهر موسی و همسر یوشع بن نون بود. مفسّران مقصود از «اُختِهِ» در آیه ۱۱ سوره قصص و ۴۰ سوره طاها را او دانسته‌اند و گفته‌اند: وی از برادرانش موسی و هارون بزرگ‌تر بود؛ و در ضمن از زیرکی و فراست وی یاد کرده‌اند.
طبق گفته قرآن، وقتی مادر موسی، موسی را در سبد به آب انداخت، خواهرش -به دستور مادر- بدون این‌که فرعونیان متوجه شوند، از کنار رود سبد را دنبال می‌کرد؛ و وقتی موسی -به خواست الهی- پستان هیچ زنی را در قصر نگرفت، خواهر موسی به آن‌ها پیشنهاد شیردهی آن توسط مادرش را داد.
البته در یک روایت به نقل از معاذ بن جبل، راوی حدیث شک کرده‌است که اسم او کلثوم/کلثم/کلثمه بوده‌است یا کلهمه/کلیمه/حلیمه/حکیمه.